# جون كارلسون (متسابق يخت)
جون كارلسون (بالسويدية: John Carlsson)‏ هو متسابق يخت سويدي، ولد في 5 يناير 1870 في ستوكهولم في السويد، وتوفي في 24 يوليو 1935 في Värmdö Municipality ‏ في السويد.

## وصلات خارجية
- جون كارلسون على موقع أوليمبيديا (الإنجليزية)
- جون كارلسون على موقع اللجنة الأولمبية السويدية (السويدية)